# Гиза
Гиза (на арабски: الجيزة) е град в Египет, административен център на мухафаза Гиза и трети по големина град в страната. Населението му е около 5 598 402 души (12 декември 2020).

## География
Разположен е на западния бряг на река Нил, граничейки непосредствено с мегаполиса Кайро. Той е 3-тият по население град в страната след столицата Кайро и Александрия. Населението на града възлиза на 2 681 863 души според националното преброяване от 2006 г.

## Забележителности
Гиза е сред най-известните туристически дестинации. Непосредствено до града се намира древноегипетски некропол с някои от най-изумителните и най-впечатляващи паметници на древната египетската цивилизация: величествените египетски пирамиди на фараоните Хеопс, Хефрен и Микерин, Големият сфинкс в Гиза, както и редица други пирамиди, храмове и музеи.

## Побратимени градове
- Лос Анджелис, САЩ
- Стокхолм, Швеция

## Галерия
- Панорама на платото
- Комплексът през нощта
- Пирамидите в Гиза